# Ізраель Гендс
Ізраель Гендс (англ. Israel Hands), також відомий як Базиліка Гендс (англ. Basilica Hands) — пірат XVIII століття, найбільш відомий тим, що був першим помічником Едварда Тіча («Чорної Бороди»). Роберт Луїс Стівенсон назвав його ім'ям пірата-лиходія в своєму романі 1883 року «Острів скарбів».

## Біографія
Перша історична згадка про Гендса була в 1718 році, коли Чорна Борода дав йому у підпорядкування корабель капітана Девіда Герріота Adventure, захоплений Тічем у березні 1718 року.
Взимку 1717—1718 років Чорна Борода нападав на торгові судна в районі порту Веракрус в Мексиці, а також Гондурасської затоки. 4 або 5 квітня 1718 року на атолі Турнефф кораблі Чорної Бороди «Помста королеви Анни» і «Revange» захопили десятигарматний шлюп «Adventure» змусили капітана Девіда Герріота разом з екіпажем, серед якого перебував Едвард Робінсон, який буде виконувати обов'язки штурмана корабля Тіча, під час битви на річці Кейп-Фір, приєднатися до піратів. Після цього Чорна Борода призначив Ізраеля Гендса капітаном «Adventure» і відплив на чолі своєї флотилії до берегів Південної Кароліни. Там наприкінці весни 1718 року флотилія Чорної Бороди грабувала кораблі і заблокувала судноплавство біля порту Чарлстон. Після цього, в пошуках місця для ремонту своїх суден, Чорна Борода повів свій флот на північ до острова Топсейл, де корабель «Помста королеви Анни» сів на мілину. Спроби інших кораблів зняти «Помсту королеви Анни» з мілини призвели лише до того, що на мілину сів і корабель Ізраеля Гендса «Adventure». Обидва кораблі були сильно пошкоджені і були покинуті піратами.
Потім Тіч і Гендс скористались відсутністю Стіда Боннета, перевантажили більшість припасів з «Revange» на четвертий корабель піратської флотилії, висадили більшість екіпажу на безлюдному острівці неподалік від берега і взяли курс на Окракок.
Капітан Чарльз Джонсон писав, що Гендс отримав поранення в коліно, коли Тіч вистрілив у іншого члена своєї команди і, промахнувшись, випадково влучив в Гендса. На запитання Гендса про причини постріла, Тіч зауважив, що «якби він час від часу не вбивав одного з них, вони б забули, хто він такий».
22 листопада 1718 року корабель Тіча був захоплений військовим кораблем, надісланим для боротьби з піратами з Вірджинії на чолі з Робертом Мейнардом, а сам Тіч був убитий в бою. У той час сам Гендс не був на борту, оскільки перебував у Баті в штаті Північна Кароліна, де він відновлювався після пістолетного поранення, яке назавжди залишило його хромим. Однак він не зміг уникнути облави на піратів у Баті, яка послідувала за смертю Чорної Бороди. Після захоплення його та ще п'ятнадцять осіб доставили до Вільямсбурга у штаті Вірджинія, щоб постати перед судом. В обмін на помилування Гендс дав свідчення проти корумпованих чиновників Північної Кароліни, з якими спілкувався Тіч.
У протоколі засідання Ради губернатора Північної Кароліни від 27 травня 1719 року зазначено:
Hesikia Hands[,] master of Capt Thaches Sloop Adventure[,] seems to sweare possitively in his Depossition that the sd [said] Thache went from Ocacoch Inlet at his returne into this Country from his last voyage with a present to the sd [said] Tobias Knights house [,] when by the same deposition [Hands] acknowledgth that to be out of the reach of his knoledge[,] he being all the time at the sd [said] Inlet which lyes at above thirty leagues distance from [Knight's] house and further the [said] Tobias Knight doth pray your Honours to observe that the aforsd Hesikias Hands was  ... for some time before the giving of the [said] Evidence kept in prison under the Terrors of Death a most severe prosecution....
Що сталося з Гендсом після цього, достеменно невідомо. Однак у «Загальній історії піратів» капітана Чарльза Джонсона 1724 року розповідається, що Гендс помер жебраком у Лондоні.

## У масовій культурі

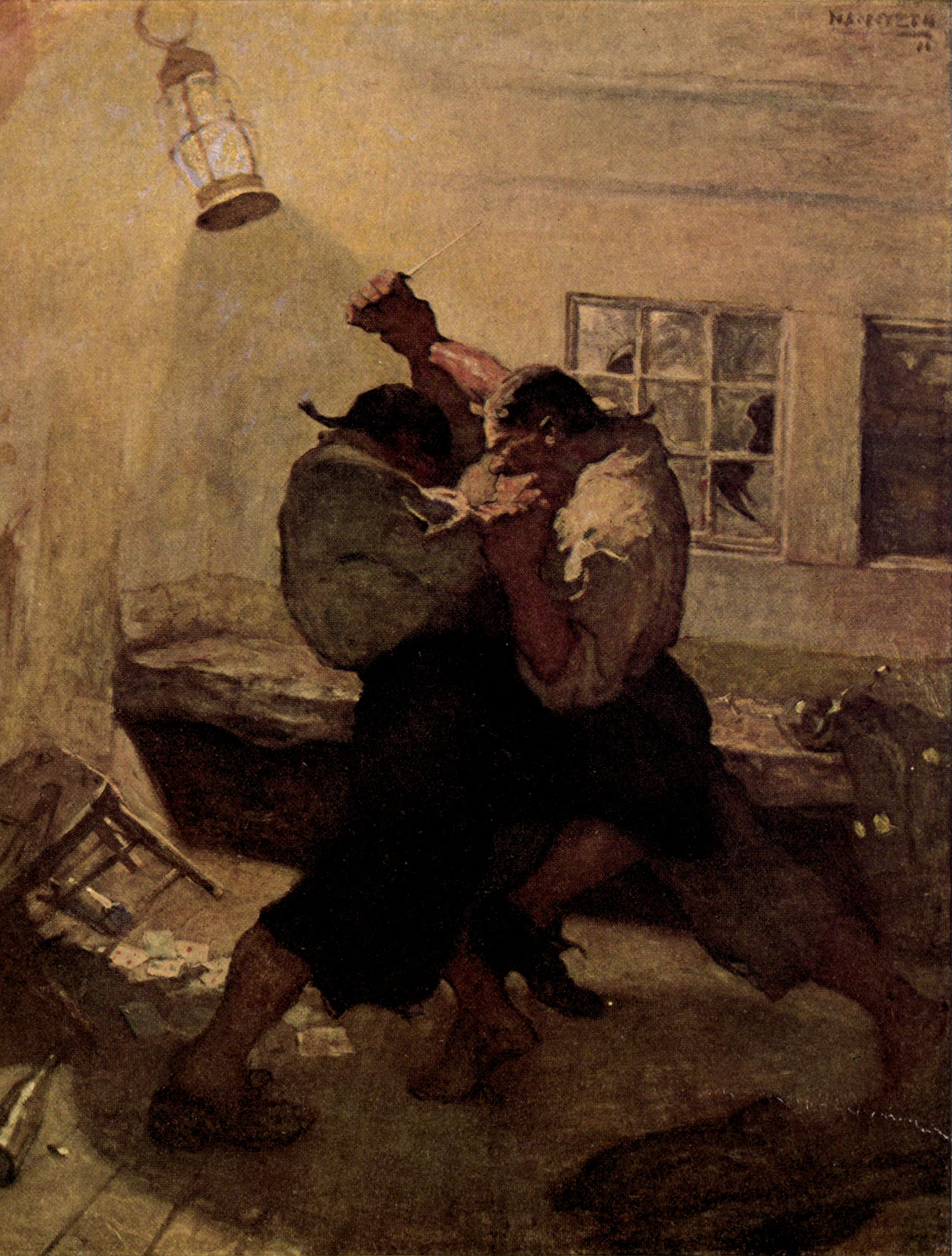
П'яна бійка Гендса та О'Брайана на «Іспаньолі».

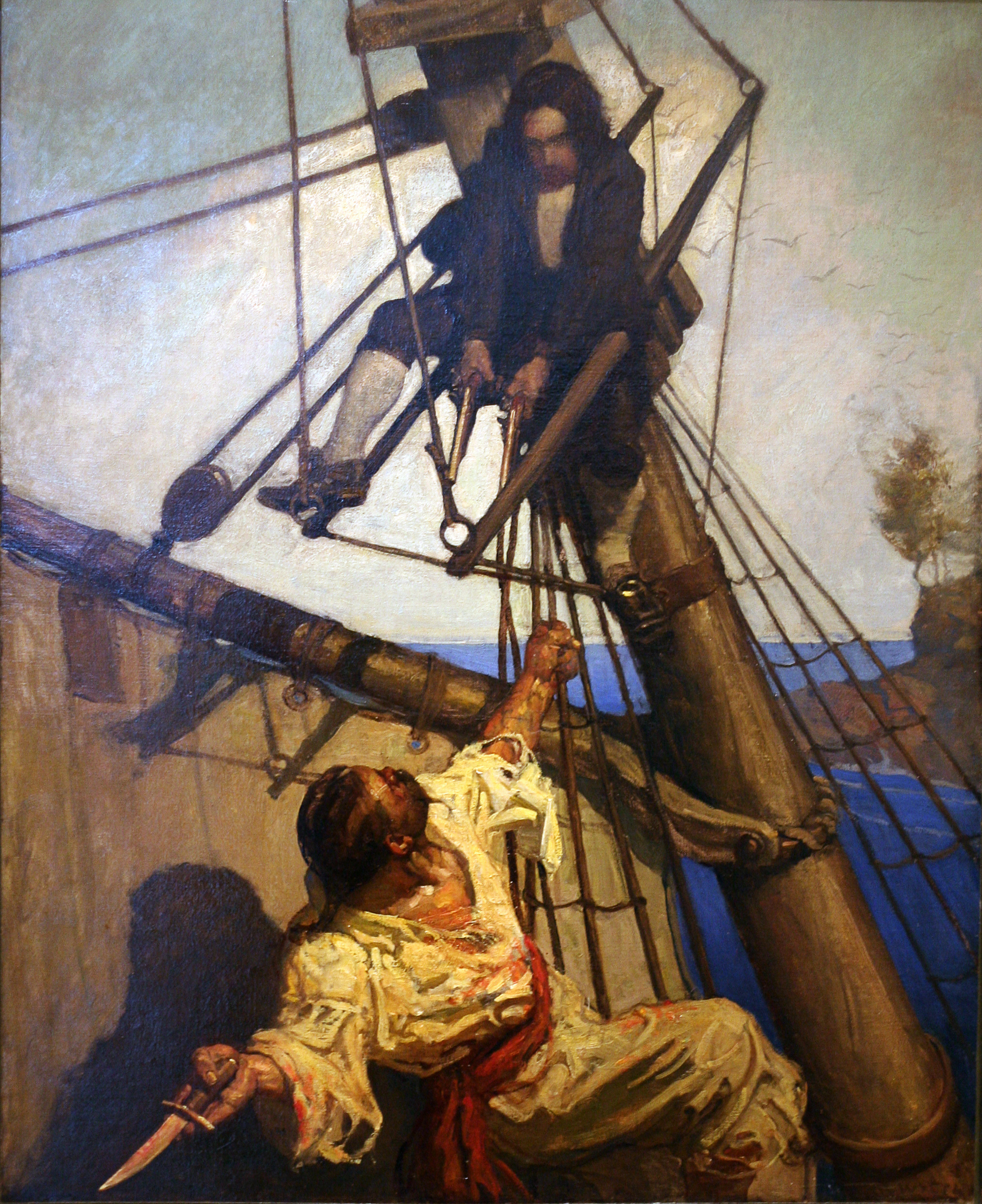
«Ще один крок, містер Гендс…». Ілюстрація Н. К. Ваєта, 1911, для Острова скарбів Роберта Луїса Стівенсона.

Ізраель Гендс з'являється як персонаж у романі Роберта Луїса Стівенсона «Острів скарбів», де він є рульовим корабля «Іспаньола» та одним із піратів Джона Сільвера. В романі Гендс фігурує як колишній канонір з корабля покійного капітана Флінта, при цьому про Чорну Бороду не згадується. Гендс вступає в тривалу битву з Джимом Гокінсом і в решті був застрелений хлопцем.
Гендс фігурує у дитячій пригодницькій книзі «Кінтана та капітанське прокляття» Сьюзен Браунріг.
Гендс з'являються у дуже короткому епізоді у відеогрі Assassin's Creed IV: Black Flag 2013 року, показуючи Чорній Бороді ящик з ліками, необхідними для населення Нассау.

### Зображення в кіно і на телебаченні
- Марк Нобл зіграв Гендса у документальному фільмі 2006 року «Чорна борода: Жах на морі», де Гендс виступає оповідачем.
- Ентоні Грін зіграв Гендса у телевізійному фільмі 2006 року «Чорна борода». У цій версії Гендс гине під час битви проти лейтенанта Роберта Мейнарда.
- Ірландський актор Девід Вілмот зіграв Гендса в четвертому сезоні серіалу-приквела «Острів скарбів» Starz «Чорні вітрила»[12].
- Кон О'Ніл зіграв Гендса в романтичному комедійному серіалі 2022 року «Наш прапор означає смерть», у якому він згадується під псевдонімом «Іззі».

#### За мотивамиОстрів скарбів
- Джозеф Сінглтон у німій версії 1920 року.
- Дуглас Дамбрілль у версії 1934 року.
- Джеффрі Кін у версії 1950 року та Род Тейлор у фільмі-продовженні 1954 року «Довгов'язий Джон Сільвер». Незважаючи на те, що в першому фільмі він був убитий, експедиція на Острів скарбів знаходить Ізраеля Гендса живим.
- Альдо Самбрелл у фільмі 1972 року.
- Патрік Тротон у фільмі 1977 року.
- Геннадій Юхтін у фільмі 1982 року.
- Жан-Франсуа Стевенен у версії 1985 року.
- Майкл Хелсі у фільмі 1990 року.
- Дермот Кіні у фільмі 1999 року.
- У мультфільмі Disney 2002 року «Планета скарбів» Гендс з'являється як гігантський чотирирукий пірат, озвучений Майком Макшейном. Він є другорядним персонажем, тоді як інший пірат на ім'я Скруп (озвучений Майклом Вінкоттом) виконує роль прямого загрози Джиму. Гендс та кілька інших падають на смерть після того, як доктор Допплер навмисно ламає платформу, на якій вони стоять.
- Джефф Белл у фільмі 2012 року.